# Internationella myndigheten för Ruhr
Internationella myndigheten för Ruhr (IMR) var ett internationellt organ som inrättades den 28 april 1949 genom en överenskommelse mellan USA, Storbritannien, Frankrike och Benelux-länderna. Dess främsta uppgifter var att övervaka kol- och stålproduktionen i Ruhrområdet i det ockuperade Tyskland för att säkerställa att produktionsbegränsningarna följdes och att en tillräckligt stor del av produktionen exporterades istället för att nyttjas i landet. Organet hade sitt säte i Düsseldorf. Internationella myndigheten för Ruhr ersattes 1952 av Höga myndigheten, som hade inrättats som en del av Europeiska kol- och stålgemenskapen.